# Germakren A alkohol dehidrogenaza
Germakren A alkohol dehidrogenaza (EC 1.1.1.314, germakren A alkoholna dehidrogenaza) je enzim sa sistematskim imenom germakra-1(10),4,11(13)-trien-12-ol:NADP+ oksidoreduktaza. Ovaj enzim katalizuje sledeću hemijsku reakciju
germakra-1(10),4,11(13)-trien-12-ol + 2 NADP+ +2O {\displaystyle \rightleftharpoons } germakra-1(10),4,11(13)-trien-12-oat + 2 NADPH + 3 H+ (sveukupna reakcija)
(1a) germakra-1(10),4,11(13)-trien-12-ol + + {\displaystyle \rightleftharpoons } germakra-1(10),4,11(13)-trien-12-al + +
(1b) germakra-1(10),4,11(13)-trien-12-al + + +2O {\displaystyle \rightleftharpoons } germakra-1(10),4,11(13)-trin-12-oat + +
Kod Lactuca sativa ovaj enzim je mutifunkcionalan. On takođe deluje kao EC 1.14.13.123, germakren A hidroksilaza.

## Literatura
- Nicholas C. Price; Lewis Stevens (1999). Fundamentals of Enzymology: The Cell and Molecular Biology of Catalytic Proteins (Third изд.). USA: Oxford University Press. ISBN 019850229X.
- Eric J. Toone (2006). Advances in Enzymology and Related Areas of Molecular Biology, Protein Evolution (Volume 75 изд.). Wiley-Interscience. ISBN 0471205036.
- Branden C; Tooze J. Introduction to Protein Structure. New York, NY: Garland Publishing. ISBN 0-8153-2305-0.
- Irwin H. Segel. Enzyme Kinetics: Behavior and Analysis of Rapid Equilibrium and Steady-State Enzyme Systems (Book 44 изд.). Wiley Classics Library. ISBN 0471303097.
- William P. Jencks (1987). Catalysis in Chemistry and Enzymology. Dover Publications. ISBN 0486654605.

## Spoljašnje veze
- Germacrene+A+alcohol+dehydrogenase на 